# Vișina (okręg Mehedinți)
Vișina – wieś w Rumunii, w okręgu Mehedinți, w gminie Greci. W 2011 roku liczyła 14 mieszkańców.